# Aucana
Aucana es un género de arañas de la familia Pholcidae, orden Araneae. Fue descrito por Bernhard A. Huber en 2000.

## Especies
- Aucana kaala Huber, 2000
- Aucana paposo Huber, 2000
- Aucana petorca Huber, 2000
- Aucana platnicki Huber, 2000
- Aucana ramirezi Huber, 2000